# 依田夏生
依田 夏生（よだ なつき、1981年8月17日-）は、日本の声優、ナレーター、俳優。本名、依田 和樹(よだ かずき)。男性。長野県出身。
C&Oプロダクションに所属していた。現在はフリー。

## 出演歴

### アニメ
- 「時空冒険記ゼントリックス」 (ロックマンたち、パパペンギン、ボイス、ワークロボ 他)
- 「MOUSE」 (警官 他)
- 「シスター・プリンセス RePure」

### ゲーム
- 「時空冒険記ゼントリックス」 (ロックマン)

### CDドラマ
- 「魔界戦記ディスガイア」 (プリニー3 他)
- 「クインテット!」 (部下3、宅配便の声、スーパーマーケット・アナウンス、スーパーマーケット・店員、ヤクザ達、ロケット内アナウンス)

### OVA
- 「ウェブスター一家」 (マシュマロマン 他)
- 「がぁーでぃあんHearts」 (生徒C、場内アナ 他)

### 吹き替え
- 「セレブな彼女の落とし方」 (レッド・テイラー、スミス)
- 「ガーフィールド・ザ・ヒーロー」 (新聞売り、ノーム、緑の犬、男6、男8 他)

### ナレーション
- アクティオ 「建物ができるまで」
- ビデオプロ・シラフジ
- 東芸エンタテイメンツ
- 医療情報研究所 「米国から日本初上陸! Dr.マスコリーノの関節モビライゼーションテクニック」 「米国オーバーデンチャー臨床」

### VP
- 「三菱標準受付スタイル」 (サービスエンジニア)

### テレビ
- 「エリートヤンキー三郎」 (三郎軍団)
- 「ハチ」 (駅員)
- 「警察署長・たそがれ正治郎」 (運送業者)
- 「不倫調査員・片山由美」
- 「スカイハイ」
- 「ウィルスパニック2006夏〜街は感染した〜」
- 「サムネタ男とタコヤキ娘」

### 映画
- 「アキハバラ@DEEP」
- 「秋葉男Z」
- 「13階段」
- 「福耳」

### 舞台
- 「裏切り御免!」 演出:瀬川昌治 (坂本竜馬)
- 「裸天国」 演出:瀬川昌治 (神田川)
- 「童Ri夢」 演出:千葉繁 (ファンド)
- 「夜曲〜放火魔ツトムの優しい夜〜」 演出:千葉繁 (黒百合)